# پانگ‌نیرتونگ
پانگ‌نیرتونگ (انگلیسی: Pangnirtung)، همچنین با نام «پانگ‌نیگ‌تووک» Pangniqtuuq، به نویسه‌های بومی: ᐸᖕᓂᖅᑑᖅ [paŋniqtu:q]) یک آبادی اینوئیت‌نشین در منطقهٔ کیکیک‌تالوک از قلمروهای کانادا در نوناووت است که در جزیرهٔ بافین واقع شده است. این جامعه در حدود ۴۵ کیلومتر (۲۸ مایل) جنوب مدار شمالگان و حدود ۲٬۷۰۰ کیلومتر (۱٬۷۰۰ مایل) از قطب شمال فاصله دارد. پانگ‌نیرتونگ در دشتی ساحلی در کرانهٔ آبدرهٔ پانگ‌نیرتونگ واقع شده است که در نهایت به آبراه کامبرلند می‌پیوندد. از اکتبر ۲۰۲۴، شهردار آن «استیوی کوموارتوک» است.

## نام
بر سر نام این آبادی اندکی سردرگمی وجود دارد. ساکنان می‌گویند نام واقعی آن «پانگ‌نیکتووک» (Pangniqtuuq) است که به‌معنای «جای گوزن‌های نر» است. در آغاز سال ۲۰۰۵، ساکنان رأی به تغییر رسمی نام به صورت بومی ندادند، چرا که پانگ‌نیرتونگ شهرتی بین‌المللی یافته است. مردم این منطقه هنرهای سنتی باکیفیتی در زمینهٔ مجسمه‌سازی، چاپ دستی و نساجی خلق کرده‌اند.
پانگ‌نیرتونگ را با لقب «سوئیس شمالگان» یا به‌طور خلاصه «پانگ» نیز می‌شناسند.

## تاریخ
اینوئیت‌ها و نیاکانشان، یعنی اسکیموهای دیرین، برای هزاران سال، شاید تا ۴٬۰۰۰ سال پیش، در این منطقه سکونت داشته‌اند. فرهنگ‌های آن‌ها به‌خوبی با اقلیم و محیط سازگار شده بود.
تماس آنان با اروپایی‌های کانادایی کمتر از یک سدهٔ گذشته را در بر می‌گیرد. در سال ۱۹۲۱، شرکت هادسونز بی کمپانی در پانگ‌نیرتونگ یک مرکز بازرگانی دایر کرد. دو سال بعد، پلیس سواره‌نظام سلطنتی کانادا یک اداره دائمی در آنجا برپا نمود. نخستین آموزگار منصوب دولت در سال ۱۹۵۶ به این منطقه آمد. نخستین اداره دولتی نیز در سال ۱۹۶۲ تأسیس شد.
از آن زمان، شماری از اینوئیت‌ها در بازاریابی هنرهای سنتی خود به موفقیت‌هایی دست یافته‌اند. آنان مهارت‌های سنتی طراحی را در قالب سنگ‌نگاره و گونه‌های دیگر چاپ به کار گرفته‌اند و آثار خود را بازتولید و جهانی کرده‌اند. هنرمندان دیگر نیز با سنگ‌های محلی مجسمه و تندیس می‌تراشند. از زمانی که دولت در سال ۱۹۷۰ یک کارگاه بافندگی در این منطقه تأسیس کرد، بسیاری از اینوئیت‌ها به فنون بافندگی آشنا شدند و آثارشان در بازارهای بین‌المللی به فروش می‌رسد.

## جمعیت
در سرشماری ۲۰۲۱ کانادا که توسط اداره آمار کانادا انجام شد، جمعیت پانگ‌نیرتونگ برابر با ۱٬۵۰۴ نفر ثبت شد که در ۳۹۶ واحد از مجموع ۴۵۶ خانه شخصی سکونت داشتند. این رقم نسبت به جمعیت ۱٬۴۸۱ نفر در سرشماری ۲۰۱۶ اندکی افزایش نشان می‌دهد. با مساحت خشکی ۷٫۹۸ کیلومتر مربع (۳٫۰۸ مایل مربع)، تراکم جمعیت این منطقه در سال ۲۰۲۱ برابر با ۱۸۸٫۴۷/km2 (۴۸۸٫۱/sq mi) بود.
در ادامه، ترجمهٔ کامل و دقیق متن به فارسی ارائه می‌شود. تمام کروشه‌ها، منابع، و ساختار ویکی‌پدیایی حفظ شده‌اند:

## توسعهٔ اقتصادی
این اجتماع به بهره‌برداری از لوزی‌ماهی گرینلند می‌پردازد. در سال ۲۰۰۸، دولت فدرال بودجه‌ای برای ساخت یک بندرگاه اختصاص داد. شرکت Pangnirtung Fisheries Limited یک کارخانهٔ بسته‌بندی برای فرآوری صیدهای لوزی‌ماهی محلی اداره می‌کند. این شرکت که در سال ۱۹۹۲ تأسیس شد، در دوران اوج فعالیت تابستانی بیش از ۴۰ کارمند دارد.
هتل Auyuittuq Lodge تنها هتل این ناحیه است که دارای ۲۵ اتاق، امکانات مشترک، یک سالن غذاخوری و یک اتاق نشیمن است.

## خدمات محلی
برق پانگنیرتونگ از طریق مولدهای دیزلی مستقل که توسط Qulliq Energy اداره می‌شود، تأمین می‌گردد.
سوخت از طریق نفتکش وارد شده و در مخازنی نزدیک فرودگاه پانگنیرتونگ ذخیره می‌شود. خرید سوخت دیزلی بر عهدهٔ دولت نوناووت است.
خدمات آب، فاضلاب و زباله توسط شهرداری پانگنیرتونگ ارائه می‌شود. کامیون‌های آب از مخزنی در مجاورت روستا آب برداشت کرده و هفت روز هفته آن را تحویل می‌دهند. فاضلاب از منازل پمپاژ و در تأسیسات تصفیهٔ فاضلاب شهرداری تصفیه می‌شود. زباله‌ها پنج روز در هفته جمع‌آوری و به محل دفن زباله منتقل می‌شوند که به‌دلیل دمای قطبی به‌آهستگی تجزیه می‌گردند.
خدمات اضطراری توسط ادارهٔ آتش‌نشانی ۱۴ نفرهٔ پانگنیرتونگ انجام می‌شود. این اداره یک دستگاه پمپاژ آتش‌نشانی اصلی و یک دستگاه ذخیرهٔ قدیمی دارد. خدمات انتظامی توسط گشت پلیس سواره‌نظام سلطنتی کانادا در پانگنیرتونگ ارائه می‌شود که تحت بخش V قرار دارد.
Mini C، The North West Company (فروشگاه Northern), تعاون‌گرایی اینویی پانگنیرتونگ و Co-op Express تنها فروشگاه‌ها و منابع خواروبار محلی هستند. کی‌اف‌سی Express، پیتزا هات و Co-op Express تنها غذاخوری‌های فست‌فود در این ناحیه‌اند. کالاهای فاسدشدنی با هواپیما منتقل می‌شوند و سایر اقلام از طریق دریابری زمانی‌که آب‌ها یخ‌زده نیستند، حمل می‌گردند.
خدمات بانکی از طریق تعاونی یا حواله‌های مالی انجام می‌شود.
سوخت برای خودرو یا ماشین برفی در Quickstop یا تعاونی تأمین می‌شود.

## آموزش
در پانگنیرتونگ دو مدرسه وجود دارد:
- مدرسه ابتدایی Alookie - از مهدکودک تا پایه پنجم
- دبیرستان Attagoyuk Ilisavik - پایه‌های ششم تا دوازدهم

امکان تحصیلات پس از متوسطه از طریق مرکز یادگیری جامعه‌ای کالج قطب شمال نوناووت وجود دارد.

## تفریح
سالن ورزشی آکسایوک یک مرکز ورزشی و تفریحی است.

## ترابری
مانند سایر جوامع نوناووت، پانگنیرتونگ فقط از طریق پرواز قابل دسترسی است و به سایر نقاط نوناووت راه زمینی ندارد. فرودگاه پانگنیرتونگ تنها مسیر دسترسی عملی است. در این اجتماع جاده‌های شنی وجود دارد و ساکنان از خودروهای شاسی‌بلند، وانت، چهارچرخ و ماشین برفی استفاده می‌کنند.

## مکان‌های نیایش
در پانگنیرتونگ دو کلیسا وجود دارد:
- کلیسای انگلیکان سنت لوک[۲۴]
- کلیسای Full Gospel (پنطیکاستی)

## تندرستی
خدمات پایهٔ پزشکی در مرکز سلامت ارائه می‌شود. چهار تخت صرفاً برای ارزیابی موجود است و مراقبت‌های پیشرفته از طریق تخلیه پزشکی به ایکالویت انجام می‌شود.

## نزدیکی پانگنیرتونگ
پانگنیرتونگ نزدیک‌ترین شهر (یک ساعت با قایق) به پارک ملی Auyuittuq است و یکی از دو دفتر این پارک در آنجا قرار دارد، دفتر دیگر در کیکیتارجواک است. نزدیک به دفتر پارکز کانادا مرکز بازدیدکنندگان Angmarlik قرار دارد. Iglunga، که اکنون خالی از سکنه است، سکونتگاهی اینویی در جنوب جزیرهٔ Iglunga و حدود ۶۵ کیلومتر (۴۰ مایل) به سمت غرب است.

### بندرگاه قایق‌های کوچک
در سال ۲۰۰۹، نخست‌وزیر کانادا وقت، استیون هارپر، پیشنهاد ساخت بندرگاهی امروزی در پانگنیرتونگ را برای پشتیبانی از صنعت صید سپرماهی منطقه ارائه داد. هارپر با استقبال گرمی روبرو شد و بسیاری از ساکنان برای خوش‌آمدگویی در فرودگاه گرد آمدند. ۱۵۰۰ ساکن شهر به سخنان هارپر گوش دادند که اعلام کرد ساخت بندرگاه با بودجه‌ای معادل ۱۷ میلیون دلار که در دو بودجهٔ قبلی وعده داده شده بود، در پاییز آن سال آغاز خواهد شد. هارپر گفت بیشترین ظرفیت برای آیندهٔ این روستا در ماهی‌گیری نزدیک‌ساحلی سپرماهی نهفته است. مشکلات بندرگاه قبلی چالشی جدی برای ماهی‌گیران بود: وقتی جزر اتفاق می‌افتاد، بندرگاه تبدیل به گل و لای می‌شد.
کار ساخت بندرگاه در سپتامبر ۲۰۱۳ به پایان رسید. کل پروژه حدود ۴۰٫۵ میلیون دلار هزینه داشت. بهسازی‌های انجام‌شده شامل اسکله، موج‌شکن، محل بارگیری، شیبراه حمل دریایی و کانال و حوضچهٔ لایروبی‌شده است. این پیشرفت‌ها امکان پهلو گرفتن آسان و ایمن قایق‌های کوچک را فراهم کرده و بارگیری را سریع‌تر می‌سازد.

## ارتباطات پهن‌باند
این اجتماع از سال ۲۰۰۵ توسط شبکهٔ Qiniq پشتیبانی می‌شود. Qiniq یک سامانهٔ بی‌سیم ثابت برای خانه‌ها و کسب‌وکارهاست که از طریق ستون فقرات ماهواره‌ای به جهان خارج متصل می‌شود. این شبکه توسط SSI Micro طراحی و اداره می‌شود. در سال ۲۰۱۷، این شبکه به فناوری 4G LTE ارتقاء یافت و 2G-GSM برای تماس صوتی فراهم شد.

## در فرهنگ عامه
فیلم علمی‌تخیلی اینویی کانادایی Slash/Back محصول سال ۲۰۲۲ در پانگنیرتونگ فیلم‌برداری شد. این فیلم را Nyla Innuksuk در نخستین تجربهٔ کارگردانی بلند خود ساخت و بازیگران محلی بسیاری در آن ایفای نقش کردند.

## ساکنان سرشناس
- Elisapee Ishulutaq
- Simeonie Keenainak
- Ipeelee Kilabuk
- Peter Kilabuk، نخستین وزیر آموزش نوناووت
- Nakasuk
- Paul Okalik، نخستین وزیر اول نوناووت
- Stephen Osborne
- Andrew Qappik
- Riit

## نگارخانه

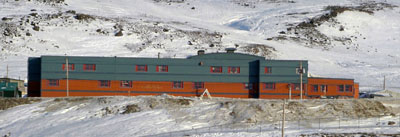
دبیرستان Attagoyuk Ilisavik، پانگنیرتونگدبیرستان Attagoyuk Ilisavik، پانگنیرتونگ
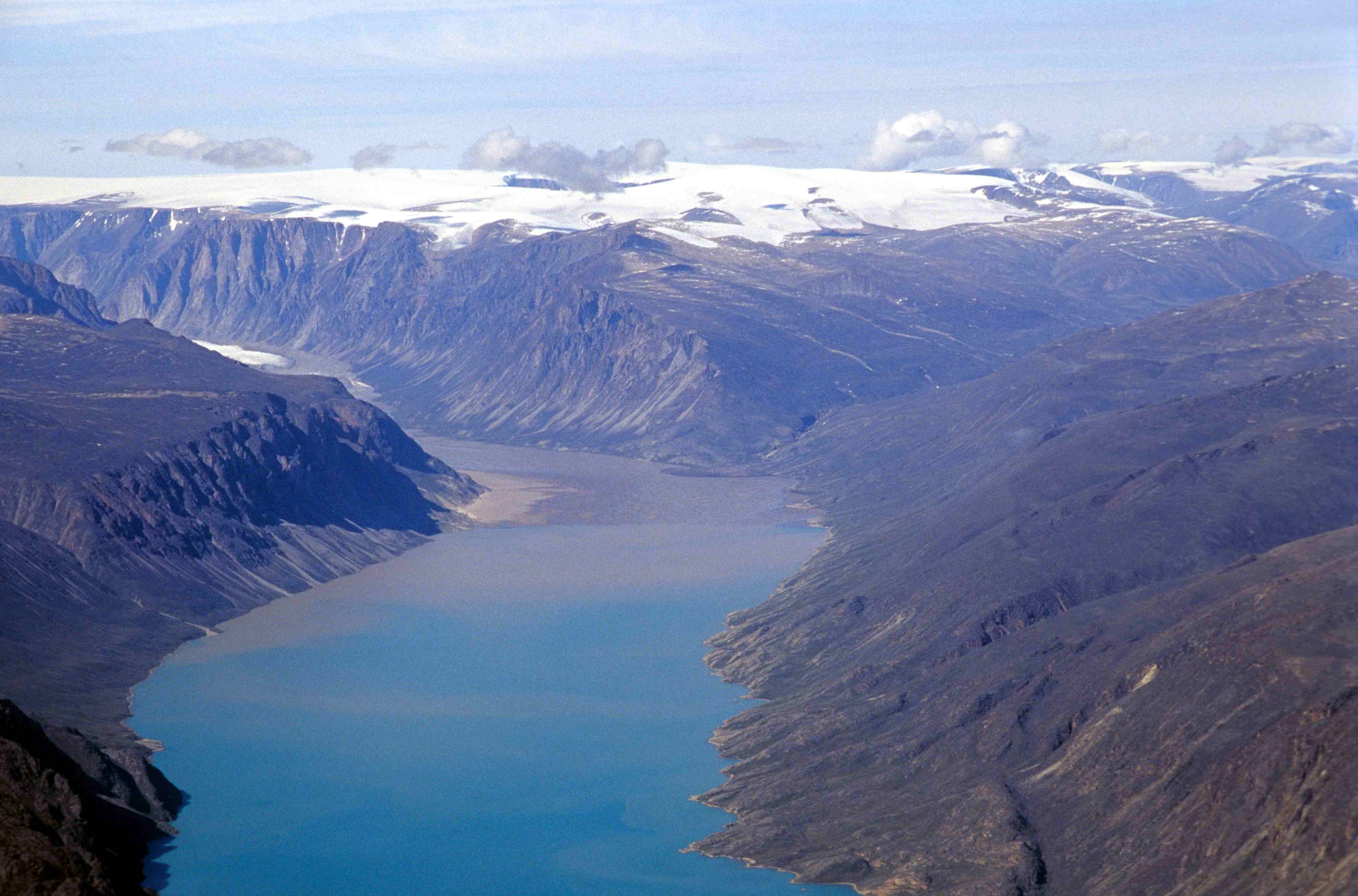
آبدرهٔ پانگنیرتونگ
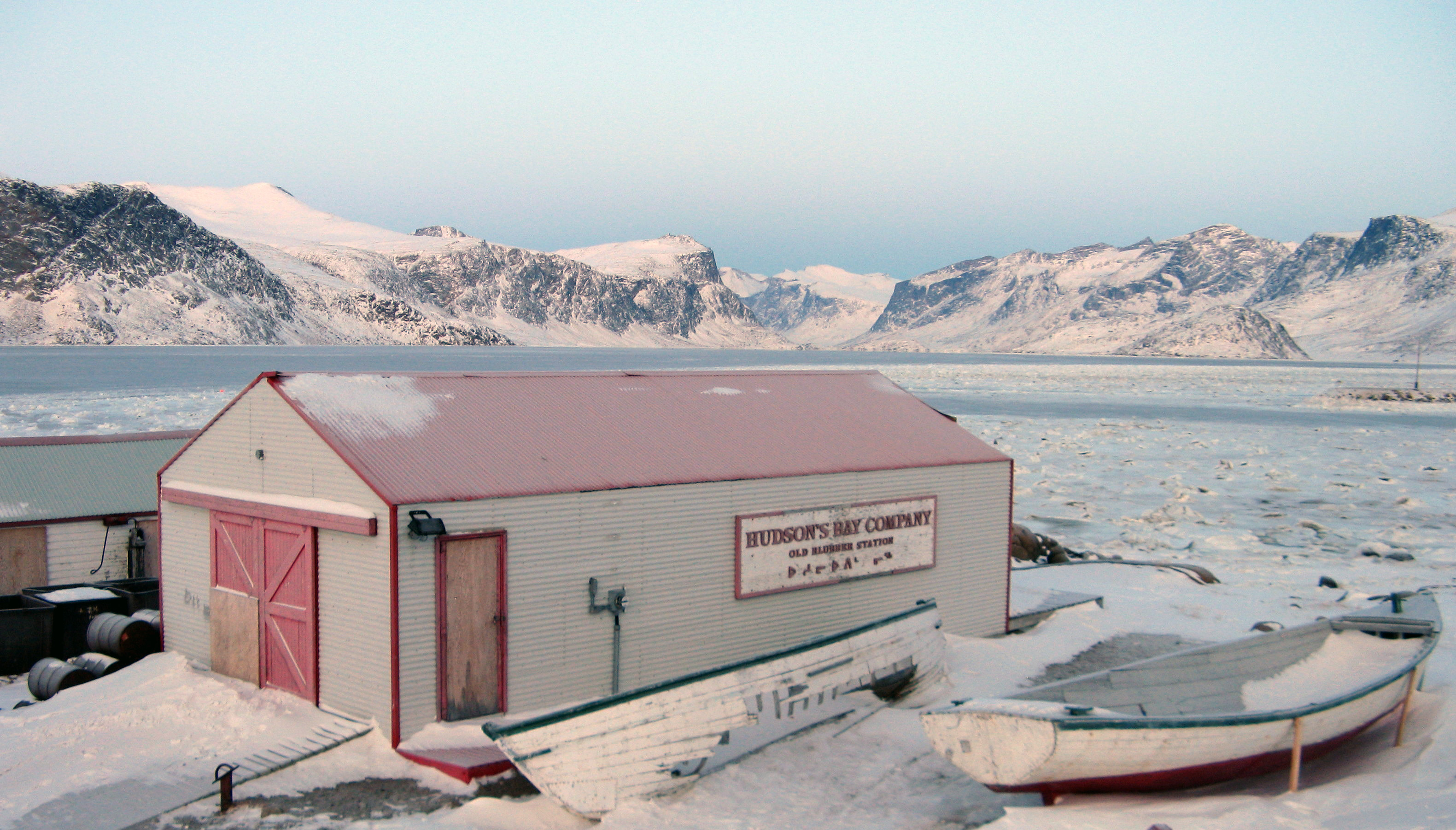
ایستگاه چربی نهنگ سابق شرکت خلیج هادسون در پانگنیرتونگ
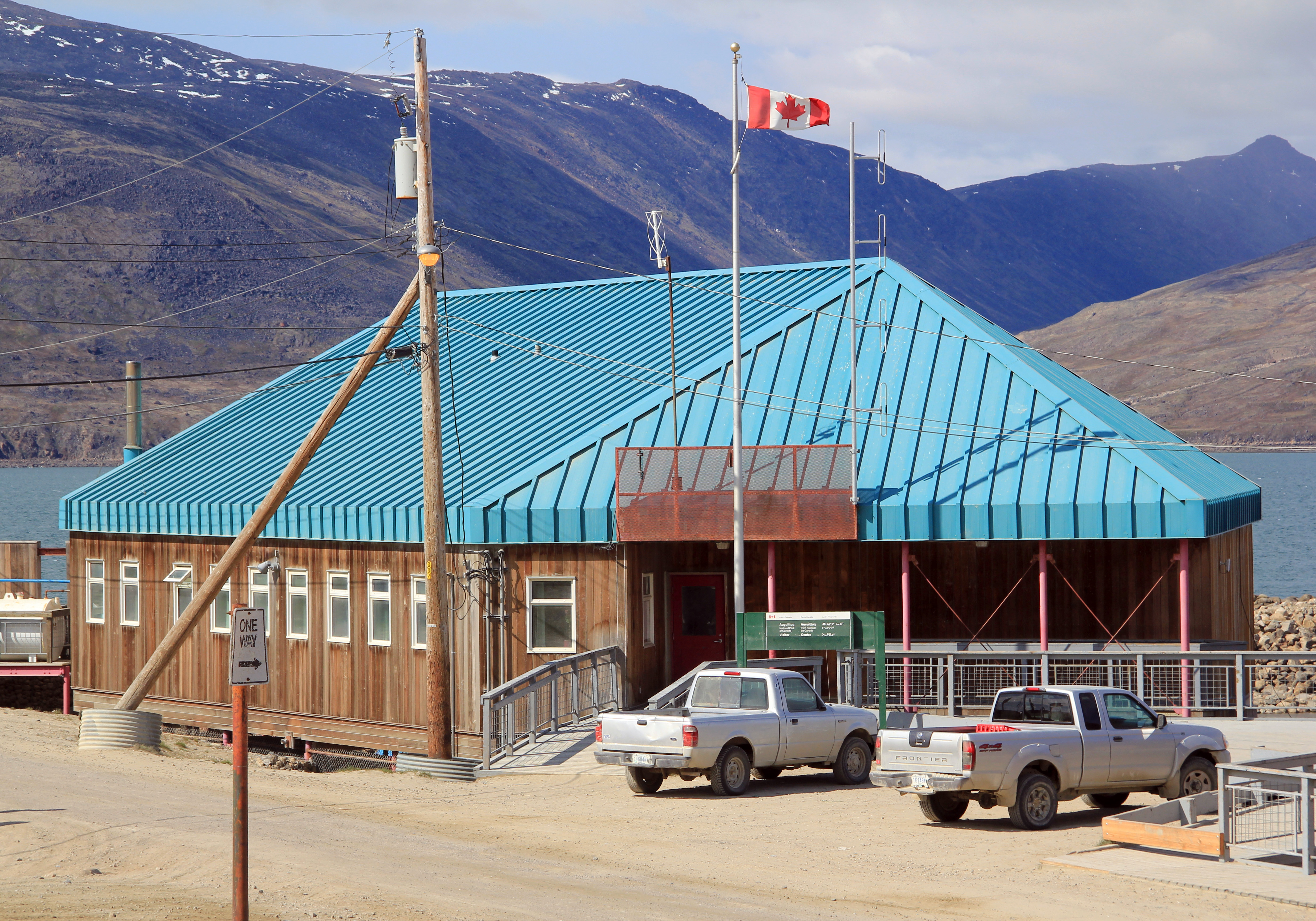
دفتر پارک ملی Auyuittuq
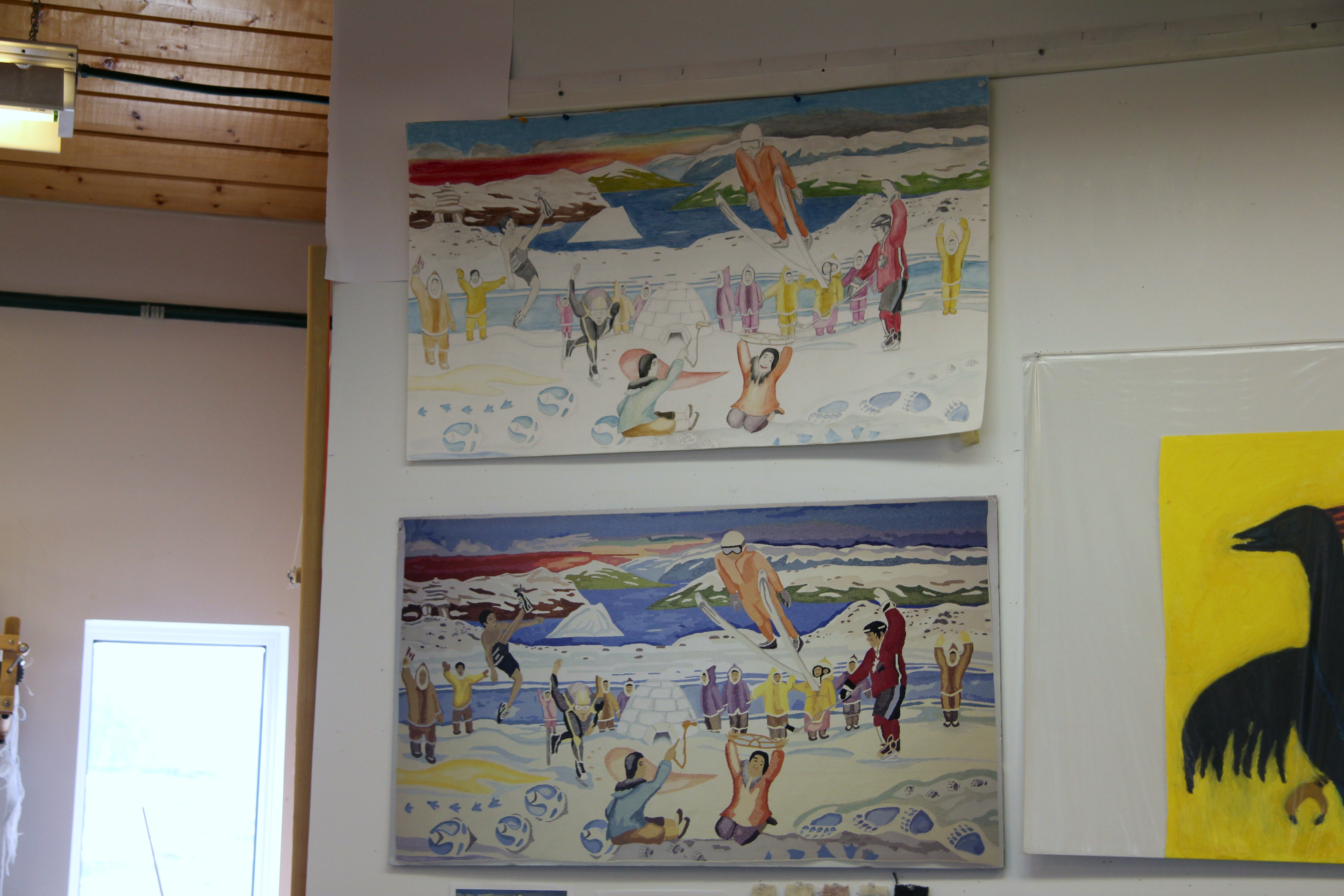
فرشینه‌ها در مرکز هنر و صنایع Uqqurmiut
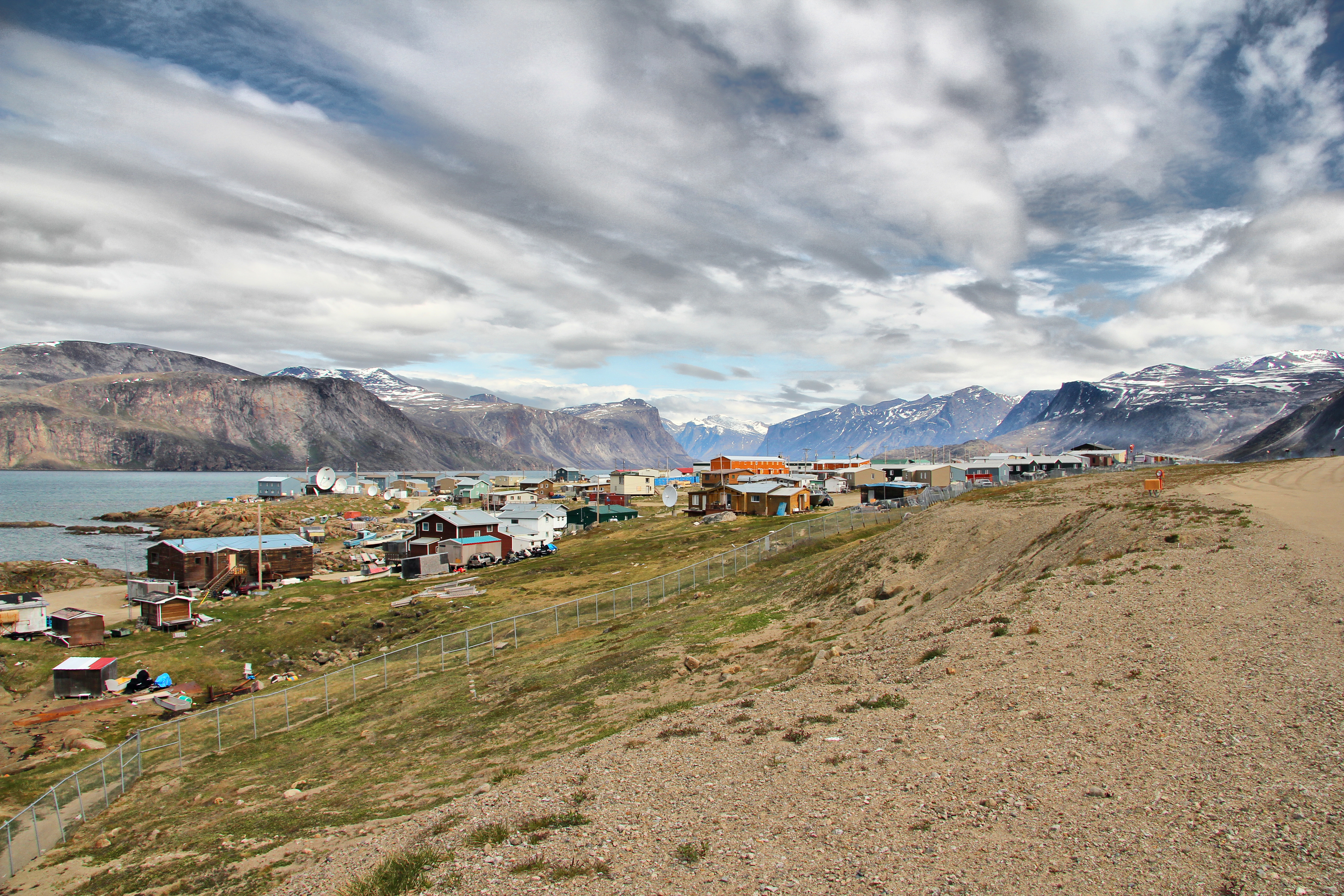
نمای پانگنیرتونگ و کوه‌ها
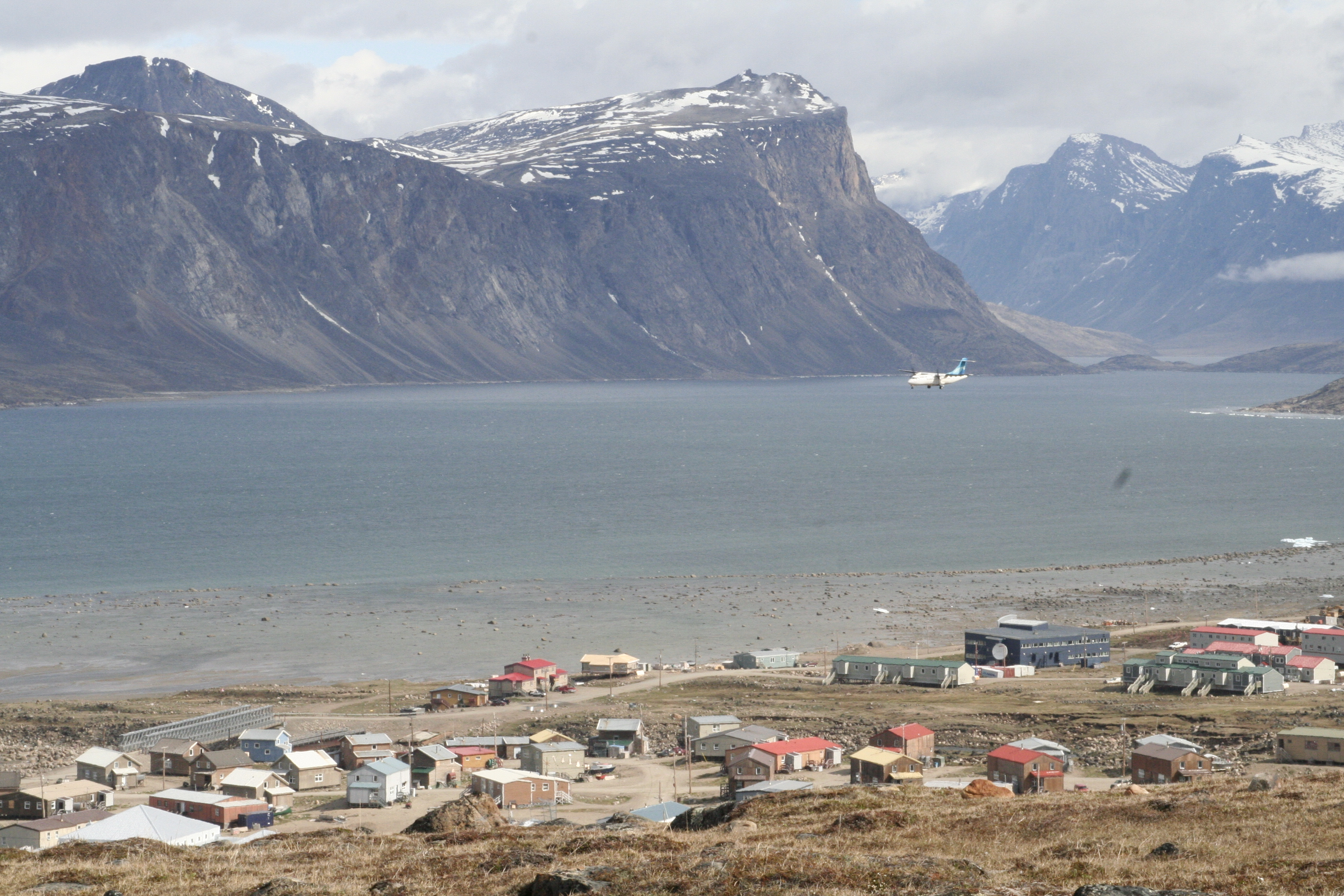
پانگنیرتونگ و آبدره